# 里奥内莱尔巴
里奥内莱尔巴（義大利語：Rio nell'Elba）是意大利利佛诺省的一个市镇。总面积16平方公里，人口1224人，人口密度76.5人/平方公里（2009年）。ISTAT代码为049016。